# تصفيات بطولة أمم أوروبا تحت 17 سنة 2019
كانت مسابقة التصفيات المؤهلة لبطولة أمم أوروبا تحت 17 سنة 2019 مسابقة كرة قدم للرجال تحت 17 سنة حددت الفرق الـ 15 التي انضمت إلى جمهورية أيرلندا المضيفة المؤهلة تلقائياً في البطولة النهائية لبطولة أمم أوروبا تحت 17 سنة 2019.
وبصرف النظر عن جمهورية أيرلندا، دخلت جميع الفرق الوطنية الأعضاء الـ 54 المتبقية في الاتحاد الأوروبي لكرة القدم في المسابقة التأهيلية. اللاعبون المولودون في 1 يناير 2002 أو بعده كانوا مؤهلين للمشاركة. بدءا من هذا الموسم، يسمح بما يصل إلى خمسة بدائل لكل فريق في كل مباراة. علاوة على ذلك، كل مباراة لها مدة منتظمة تبلغ 90 دقيقة، بدلاً من 80 دقيقة في المواسم السابقة.

## الشكل
تتكون المسابقة التأهيلية من جولتين:
- جولة التأهيل: وبصرف النظر عن إنجلترا وألمانيا، اللتين تتلقيان إعفاء لجولة النخبة كفريقين يتمتعان بأعلى معامل للتصنيف، يتم سحب الفرق الـ 52 المتبقية إلى 13 مجموعة من أربعة فرق. يتم لعب كل مجموعة في شكل دائري واحد في أحد الفرق المختارة كمضيفة بعد السحب. الفائزون في المجموعة الـ 13، والوصيفون الـ 13 ، والفرق الأربعة في المركز الثالث مع أفضل سجل ضد الفرق الأولى والثانية في مجموعتهم يتقدمون إلى جولة النخبة.
- جولة النخبة: يتم سحب الفرق الـ 32 إلى ثماني مجموعات من أربعة فرق. يتم لعب كل مجموعة في شكل دائري واحد في أحد الفرق المختارة كمضيفة بعد السحب. الفائزون الثمانية في المجموعة والوصيف السبعة مع أفضل سجل ضد الفرق الأولى والثالثة في مجموعتهم مؤهلون للبطولة النهائية.

الجدول الزمني لكل مجموعة هو كما يلي، مع يومين من الراحة بين كل يوم مباريات (المادة 20.04 من القواعد التنظيمية):
| يوم المباراة    | المباريات      |
| --------------- | -------------- |
| يوم المباريات 1 | 1 ضد 4، 3 ضد 2 |
| يوم المباريات 2 | 1 ضد 3، 2 ضد 4 |
| يوم المباريات 3 | 2 ضد 1، 4 ضد 3 |

### قواعد الترجيح
في جولة التصفيات ونخبة الجولة، يتم تصنيف الفرق وفقًا للنقاط (3 نقاط للفوز، ونقطة واحدة للتعادل، و 0 نقطة للخسارة) ، وإذا تعادلوا بالنقاط، يتم تطبيق معايير كسر التعادل التالية، حسب الترتيب المعطى، لتحديد التصنيفات (المادتان 14.01 و14.02 من القواعد التنظيمية):
1. النقاط في المباريات وجها لوجه بين الفرق المتعادلة؛
2. فارق الأهداف في المباريات وجها لوجه بين الفرق المتعادلة؛
3. الأهداف المسجلة في المباريات وجها لوجه بين الفرق المتعادلة؛
4. إذا ما تعادل أكثر من فريقين، وبعد تطبيق جميع المعايير المباشرة أعلاه، لا تزال مجموعة فرعية من الفرق متعادلة، يتم إعادة تطبيق جميع المعايير المباشرة أعلاه حصريًا على هذه المجموعة الفرعية من الفرق؛
5. فارق الأهداف في جميع مباريات المجموعة؛
6. الأهداف المسجلة في جميع مباريات المجموعة؛
7. ركلات الجزاء الترجيحية إذا كان هناك فريقان فقط لديهما نفس العدد من النقاط، واجتمعا في الجولة الأخيرة من المجموعة ومتعادلان بعد تطبيق جميع المعايير أعلاه (لا تستخدم إذا كان أكثر من فريقين لديهم نفس عدد النقاط، أو إذا كانت تصنيفاتهم غير ذات صلة بالتأهل للمرحلة التالية)؛
8. النقاط التأديبية (البطاقة الحمراء = 3 نقاط، البطاقة الصفراء = نقطة واحدة، الطرد لبطاقتين صفراء في مباراة واحدة = 3 نقاط)؛
9. معامل الاتحاد الأوروبي لكرة القدم لقرعة الجولة التأهيل؛
10. سحب القرعة.

لتحديد أفضل أربعة فرق في المركز الثالث من الجولة التأهيلية وأفضل سبعة من أفضل الوصيفين من جولة النخبة، يتم التخلص من النتائج ضد الفرق في المركز الرابع. وتطبق المعايير التالية (المواد 15.01 و15.02 و15.03 من القواعد التنظيمية):
1. النقاط؛
2. فارق الأهداف؛
3. الأهداف المسجلة؛
4. النقاط التأديبية؛
5. معامل الاتحاد الأوروبي لكرة القدم لقرعة الجولة التأهيل؛
6. سحب القرعة.

## جولة التأهيل

### القرعة
تم إجراء القرعة للجولة التأهيلية في 6 ديسمبر 2017، الساعة 09:00 بتوقيت وسط أوروبا (ت ع م+ 1)، في مقر الاتحاد الأوروبي لكرة القدم في نيون، سويسرا.
تم تصنيف الفرق وفقًا لترتيب معاملها، محسوبًا على أساس ما يلي (استخدمت نافذة مدتها أربع سنوات بدلا من نافذة السنوات الثلاث السابقة):
- البطولة النهائية لبطولة أمم أوروبا تحت 17 سنة 2014 ومنافسة التأهل (جولة التأهيل وجولة النخبة)
- البطولة النهائية لبطولة أمم أوروبا تحت 17 سنة 2015 ومنافسة التأهل (جولة التأهيل وجولة النخبة)
- البطولة النهائية لبطولة أمم أوروبا تحت 17 سنة 2016 ومنافسة التأهل (جولة التأهيل وجولة النخبة)
- البطولة النهائية لبطولة أمم أوروبا تحت 17 سنة 2017 ومنافسة التأهل (جولة التأهيل وجولة النخبة)

احتوت كل مجموعة على فريق واحد من وعاء ألف، وفريق واحد من وعاء باء، وفريق واحد من وعاء جيم، وفريق واحد من وعاء دال. ولأسباب سياسية، لن تُسحب روسيا وأوكرانيا وإسبانيا وجبل طارق وصربيا وكوسوفو والبوسنة والهرسك وكوسوفو في نفس المجموعة.
| الفريق          | معامل  | مرتبة |
| --------------- | ------ | ----- |
| جمهورية أيرلندا | 13.667 | —     |

| الفريق  | معامل  | مرتبة |
| ------- | ------ | ----- |
| إنجلترا | 27.667 | 1     |
| ألمانيا | 25.333 | 2     |

| الفريق          | معامل  | مرتبة |
| --------------- | ------ | ----- |
| إسبانيا         | 24.056 | 3     |
| هولندا          | 23.111 | 4     |
| البرتغال        | 21.389 | 5     |
| فرنسا           | 20.611 | 6     |
| إسكتلندا        | 17.000 | 7     |
| إيطاليا         | 15.000 | 8     |
| روسيا           | 14.944 | 9     |
| بلجيكا          | 14.833 | 10    |
| النمسا          | 14.167 | 11    |
| تركيا           | 13.556 | 12    |
| صربيا           | 13.333 | 13    |
| البوسنة والهرسك | 12.111 | 14    |
| جمهورية التشيك  | 11.778 | 15    |

| الفريق   | معامل  | مرتبة |
| -------- | ------ | ----- |
| بولندا   | 11.667 | 16    |
| كرواتيا  | 11.056 | 17    |
| السويد   | 10.889 | 18    |
| أوكرانيا | 10.722 | 19    |
| اليونان  | 10.722 | 20    |
| سويسرا   | 10.667 | 21    |
| إسرائيل  | 9.000  | 22    |
| سلوفينيا | 8.444  | 23    |
| سلوفاكيا | 8.333  | 24    |
| المجر    | 8.278  | 25    |
| النرويج  | 7.500  | 26    |
| ويلز     | 7.333  | 27    |
| الدنمارك | 7.222  | 28    |

| الفريق           | معامل | مرتبة |
| ---------------- | ----- | ----- |
| آيسلندا          | 6.500 | 29    |
| جورجيا           | 6.333 | 30    |
| أذربيجان         | 6.333 | 31    |
| بيلاروس          | 6.167 | 32    |
| رومانيا          | 6.000 | 33    |
| قبرص             | 5.667 | 34    |
| فنلندا           | 5.500 | 35    |
| بلغاريا          | 5.333 | 36    |
| لاتفيا           | 4.500 | 37    |
| جزر فارو         | 4.222 | 38    |
| أيرلندا الشمالية | 4.167 | 39    |
| الجبل الأسود     | 3.667 | 40    |
| أرمينيا          | 3.000 | 41    |

| الفريق     | معامل | Rank |
| ---------- | ----- | ---- |
| ألبانيا    | 3.000 | 42   |
| مقدونيا    | 3.000 | 43   |
| إستونيا    | 3.000 | 44   |
| مالطا      | 3.000 | 45   |
| ليتوانيا   | 2.333 | 46   |
| مولدوفا    | 2.000 | 47   |
| لوكسمبورغ  | 1.667 | 48   |
| كازاخستان  | 1.000 | 49   |
| ليختنشتاين | 1.000 | 50   |
| سان مارينو | 0.333 | 51   |
| جبل طارق   | 0.333 | 52   |
| أندورا     | 0.000 | 53   |
| كوسوفو     | —     | 54   |

ملاحظات
- تأهلت الفرق المميزة بالخط العريض للبطولة النهائية.

### المجموعات
يجب لعب الجولة التأهيلية بحلول 20 نوفمبر 2018.
الأوقات حتى 27 أكتوبر 2018 هي الوقت الصيفي لأوروبا الوسطى (ت ع م+2)، وبعد ذلك تكون الأوقات هي توقيت وسط أوروبا (ت ع م+1)، كما هو مدرج من قبل UEFA (الأوقات المحلية، إذا كانت مختلفة، بين قوسين).

#### المجموعة 1
| م | الفريق       | لعب | ف | ت | خ | أ.له | أ.ع | أ.ف | نقاط | التأهل      |
| - | ------------ | --- | - | - | - | ---- | --- | --- | ---- | ----------- |
| 1 | هولندا       | 3   | 3 | 0 | 0 | 22   | 5   | +17 | 9    | جولة النخبة |
| 2 | السويد (H)   | 3   | 2 | 0 | 1 | 11   | 6   | +5  | 6    | جولة النخبة |
| 3 | الجبل الأسود | 3   | 1 | 0 | 2 | 2    | 8   | −6  | 3    |             |
| 4 | ليختنشتاين   | 3   | 0 | 0 | 3 | 1    | 17  | −16 | 0    |             |

| هولندا | 10–1  | ليختنشتاين         |
| --- | ----- | ------------------ |
| - بانيس 11'، 51' (ركل.) - بروبر 19' - بروبي 20'، 45' - براف 38' - هوفر 43'، 53' - بيناس 56' - التعبوني 83' | تقرير | - ألارت 86' (ركل.) |

| الجبل الأسود | 0–2   | السويد                    |
| ------------ | ----- | ------------------------- |
|              | تقرير | - ناناسي 2' - كولاندر 85' |

| هولندا                                                                    | 6–0   | الجبل الأسود |
| ------------------------------------------------------------------------- | ----- | ------------ |
| - التعبوني 14' - براف 17' - بانيس 24' (ركل.)، 72' (ركل.) - هانسن 31'، 66' | تقرير |              |

| السويد                                     | 5–0   | ليختنشتاين |
| ------------------------------------------ | ----- | ---------- |
| - بريكا 67'، 82' - لاندستن 69'، 79'، 90+1' | تقرير |            |

| السويد                                                 | 4–6   | هولندا                                                                         |
| ------------------------------------------------------ | ----- | ------------------------------------------------------------------------------ |
| - بريكا 25' - ناناسي 66'، 90+1' (ركل.) - لاندستن 90+2' | تقرير | - بانيس 30' (ركل.)، 56' (ركل.)، 61' (ركل.) - هوفر 59' - علوش 69' - بيناس 90+4' |

| ليختنشتاين | 0–2   | الجبل الأسود                   |
| ---------- | ----- | ------------------------------ |
|            | تقرير | - دابتشيفيتش 6' - غاسيفيتش 55' |

#### المجموعة 2
| م | الفريق              | لعب | ف | ت | خ | أ.له | أ.ع | أ.ف | نقاط | التأهل      |
| - | ------------------- | --- | - | - | - | ---- | --- | --- | ---- | ----------- |
| 1 | أوكرانيا            | 3   | 2 | 1 | 0 | 16   | 4   | +12 | 7    | جولة النخبة |
| 2 | آيسلندا             | 3   | 1 | 2 | 0 | 11   | 3   | +8  | 5    | جولة النخبة |
| 3 | البوسنة والهرسك (H) | 3   | 1 | 1 | 1 | 11   | 4   | +7  | 4    | جولة النخبة |
| 4 | جبل طارق            | 3   | 0 | 0 | 3 | 0    | 27  | −27 | 0    |             |

| البوسنة والهرسك                                                                                             | 8–0   | جبل طارق |
| --- | ----- | -------- |
| - يوفيتش 9' - يو 13' (ه.ذ.) - كولاندر 45+2' - يوسوبوفيتش 66'، 83' - بيتشا 69' - درليو 78' - مويكانوفيتش 80' | تقرير |          |

| آيسلندا                               | 2–2   | أوكرانيا                 |
| ------------------------------------- | ----- | ------------------------ |
| - يوهانسون 4' - فيفتشارينكو 7' (ه.ذ.) | تقرير | - براجكو 65' - كوباك 81' |

| البوسنة والهرسك  | 1–1   | آيسلندا               |
| ---------------- | ----- | --------------------- |
| - دوراكوفيتش 44' | تقرير | - يوهانسون 68' (ركل.) |

| أوكرانيا | 11–0  | جبل طارق |
| --- | ----- | -------- |
| - سكوركو 8' - شورانوف 20'، 57' - كوباك 33' - هونتشاروك 45' - بليزنيتشنكو 58' - سوداكوف 70'، 83'، 87' - فانات 73' (ركل.)، 75' | تقرير |          |

| أوكرانيا                                | 3–2   | البوسنة والهرسك                            |
| --------------------------------------- | ----- | ------------------------------------------ |
| - سوداكوف 13' (ركل.) - شورانوف 29'، 68' | تقرير | - يوسوبوفيتش 45+1' - دوراكوفيتش 74' (ركل.) |

| جبل طارق | 0–8   | آيسلندا                                                                                  |
| -------- | ----- | ---------------------------------------------------------------------------------------- |
|          | تقرير | - يوهانسون 16' - إليرتسون 29'، 80' - يوهانسون 43'، 73' - جوريتش 50'، 67' - بالدورسون 70' |

#### المجموعة 3
| م | الفريق       | لعب | ف | ت | خ | أ.له | أ.ع | أ.ف | نقاط | التأهل      |
| - | ------------ | --- | - | - | - | ---- | --- | --- | ---- | ----------- |
| 1 | النمسا       | 3   | 2 | 1 | 0 | 10   | 2   | +8  | 7    | جولة النخبة |
| 2 | سلوفينيا (H) | 3   | 2 | 1 | 0 | 4    | 2   | +2  | 7    | جولة النخبة |
| 3 | بلغاريا      | 3   | 1 | 0 | 2 | 4    | 4   | 0   | 3    |             |
| 4 | مالطا        | 3   | 0 | 0 | 3 | 2    | 12  | −10 | 0    |             |

| النمسا                                                                            | 7–0   | مالطا |
| --------------------------------------------------------------------------------- | ----- | ----- |
| - براونودر 16' - دمير 18'، 42' - تسيمرمان 64'، 69' - كوخل 88' (ركل.) - بهلوان 90' | تقرير |       |

| بلغاريا | 0–1   | سلوفينيا     |
| ------- | ----- | ------------ |
|         | تقرير | - بانيتش 87' |

| النمسا                      | 2–1   | بلغاريا       |
| --------------------------- | ----- | ------------- |
| - رادولوفيتش 13' - كولر 83' | تقرير | - بانتشيف 49' |

| سلوفينيا                  | 2–1   | مالطا                |
| ------------------------- | ----- | -------------------- |
| - بينجامين سيسكو 18'، 36' | تقرير | - Veselji 27' (ركل.) |

| مالطا         | 1–3   | بلغاريا                  |
| ------------- | ----- | ------------------------ |
| - Mohnani 90' | تقرير | - Petkov 41'، 73'، 90+3' |

| سلوفينيا    | 1–1   | النمسا         |
| ----------- | ----- | -------------- |
| - Pečar 19' | تقرير | - Pehlivan 45' |

#### المجموعة 4
| م | الفريق      | لعب | ف | ت | خ | أ.له | أ.ع | أ.ف | نقاط | التأهل      |
| - | ----------- | --- | - | - | - | ---- | --- | --- | ---- | ----------- |
| 1 | إسبانيا     | 3   | 3 | 0 | 0 | 10   | 0   | +10 | 9    | جولة النخبة |
| 2 | إسرائيل     | 3   | 2 | 0 | 1 | 10   | 4   | +6  | 6    | جولة النخبة |
| 3 | مقدونيا (H) | 3   | 1 | 0 | 2 | 5    | 5   | 0   | 3    |             |
| 4 | جزر فارو    | 3   | 0 | 0 | 3 | 0    | 16  | −16 | 0    |             |

| جزر فارو | 0–6   | إسرائيل                                                                  |
| -------- | ----- | ------------------------------------------------------------------------ |
|          | تقرير | - Gabay 69'، 72' - صوف فودغورانو ‏ 75'، 83' - Leidner 87' - Azoulay 90+1' |

| إسبانيا         | 1–0   | مقدونيا |
| --------------- | ----- | ------- |
| - Salazar 90+5' | تقرير |         |

| إسبانيا                                                                        | 6–0   | جزر فارو |
| ------------------------------------------------------------------------------ | ----- | -------- |
| - Escobar 5' - Uriarte 10'، 52' - Salazar 28' - ميغيل رودريغيز 47' - Gómez 64' | تقرير |          |

| إسرائيل                                             | 4–1   | مقدونيا    |
| --------------------------------------------------- | ----- | ---------- |
| - Harush 52' - Gabay 55' (ركل.) - Torgeman 77'، 79' | تقرير | - Feta 33' |

| إسرائيل | 0–3   | إسبانيا                                   |
| ------- | ----- | ----------------------------------------- |
|         | تقرير | - Blesa 40' - Escobar 43' - Uriarte 90+3' |

| مقدونيا                                         | 4–0   | جزر فارو |
| ----------------------------------------------- | ----- | -------- |
| - Omeragikj 10'، 36' - Nikolov 79' - Feta 90+2' | تقرير |          |

#### المجموعة 5
| م | الفريق   | لعب | ف | ت | خ | أ.له | أ.ع | أ.ف | نقاط | التأهل      |
| - | -------- | --- | - | - | - | ---- | --- | --- | ---- | ----------- |
| 1 | كوسوفو   | 3   | 2 | 0 | 1 | 3    | 2   | +1  | 6    | جولة النخبة |
| 2 | إسكتلندا | 3   | 1 | 2 | 0 | 4    | 3   | +1  | 5    | جولة النخبة |
| 3 | سويسرا   | 3   | 1 | 1 | 1 | 4    | 2   | +2  | 4    | جولة النخبة |
| 4 | قبرص (H) | 3   | 0 | 1 | 2 | 1    | 5   | −4  | 1    |             |

| إسكتلندا                            | 2–1   | كوسوفو        |
| ----------------------------------- | ----- | ------------- |
| - لويس فيوريني 28' - أندي وينتر 77' | تقرير | - Bilalli 71' |

| قبرص | 0–3   | سويسرا                                     |
| ---- | ----- | ------------------------------------------ |
|      | تقرير | - Cotter 48' - Brnic 55' - فابيان ريدر 59' |

| إسكتلندا           | 1–1   | قبرص               |
| ------------------ | ----- | ------------------ |
| - لويس فيوريني 87' | تقرير | - Georgallides 39' |

| سويسرا | 0–1   | كوسوفو        |
| ------ | ----- | ------------- |
|        | تقرير | - Zumberi 63' |

| سويسرا            | 1–1   | إسكتلندا         |
| ----------------- | ----- | ---------------- |
| - فابيان ريدر 53' | تقرير | - أندي وينتر 13' |

| كوسوفو       | 1–0   | قبرص |
| ------------ | ----- | ---- |
| - Avdyli 63' | تقرير |      |

#### المجموعة 6
| م | الفريق       | لعب | ف | ت | خ | أ.له | أ.ع | أ.ف | نقاط | التأهل      |
| - | ------------ | --- | - | - | - | ---- | --- | --- | ---- | ----------- |
| 1 | الدنمارك (H) | 3   | 3 | 0 | 0 | 9    | 3   | +6  | 9    | جولة النخبة |
| 2 | روسيا        | 3   | 2 | 0 | 1 | 13   | 2   | +11 | 6    | جولة النخبة |
| 3 | إستونيا      | 3   | 1 | 0 | 2 | 3    | 11  | −8  | 3    |             |
| 4 | جورجيا       | 3   | 0 | 0 | 3 | 2    | 11  | −9  | 0    |             |

| جورجيا           | 1–3   | الدنمارك                              |
| ---------------- | ----- | ------------------------------------- |
| - مورتشيلادزه 3' | تقرير | - هويبيري-تومسن 38'، 58' - ليند 90+3' |

| روسيا                                                              | 6–0   | إستونيا |
| ------------------------------------------------------------------ | ----- | ------- |
| - كوتين 46' - سخيتينين 58'، 76' (ركل.)، 87'، 90+1' - شابوفالوف 62' | تقرير |         |

| روسيا                                                                      | 7–1   | جورجيا          |
| -------------------------------------------------------------------------- | ----- | --------------- |
| - شامكين 1'، 22' - سخيتينين 40'، 56' (ركل.)، 75' (ركل.) - كراتكوف 65'، 76' | تقرير | - أبواشفيلي 73' |

| الدنمارك                                            | 5–2   | إستونيا                                 |
| --------------------------------------------------- | ----- | --------------------------------------- |
| - كرونه 11' (ركل.)، 44'، 86' - يار 17' - سيمسير 60' | تقرير | - شابوفالوف 45+1' - أوبيكيار 89' (ه.ذ.) |

| الدنمارك     | 1–0   | روسيا |
| ------------ | ----- | ----- |
| - سورنسن 74' | تقرير |       |

| إستونيا       | 1–0   | جورجيا |
| ------------- | ----- | ------ |
| - كروغلوف 27' | تقرير |        |

#### المجموعة 7
| م | الفريق     | لعب | ف | ت | خ | أ.له | أ.ع | أ.ف | نقاط | التأهل      |
| - | ---------- | --- | - | - | - | ---- | --- | --- | ---- | ----------- |
| 1 | فرنسا      | 3   | 3 | 0 | 0 | 9    | 2   | +7  | 9    | جولة النخبة |
| 2 | بولندا (H) | 3   | 2 | 0 | 1 | 10   | 7   | +3  | 6    | جولة النخبة |
| 3 | فنلندا     | 3   | 1 | 0 | 2 | 4    | 4   | 0   | 3    |             |
| 4 | لوكسمبورغ  | 3   | 0 | 0 | 3 | 3    | 13  | −10 | 0    |             |

| فنلندا        | 1–2   | بولندا                                          |
| ------------- | ----- | ----------------------------------------------- |
| - Rissanen 9' | تقرير | - نيكولا زاليفسكي 70' - فيليب مارشوينيسكي 90+3' |

| فرنسا                                                             | 4–0   | لوكسمبورغ |
| ----------------------------------------------------------------- | ----- | --------- |
| - Zidane 3' - هيثم حسن 56' - تانغي نيانزو 69' - عادل عوشيشي 90+2' | تقرير |           |

| فرنسا                              | 2–1   | فنلندا          |
| ---------------------------------- | ----- | --------------- |
| - Kembo 28' - Miettinen 47' (ه.ذ.) | تقرير | - Anini Jr. 32' |

| بولندا | 7–3   | لوكسمبورغ                              |
| --- | ----- | -------------------------------------- |
| - هوبيرت تورسكي 1'، 3' - Niewiadomski 8' - كاسبر كوزلوفسكي 23' - فيليب مارشوينيسكي 52' - Wędrychowski 85'، 90' | تقرير | - Curci 17'، 75' - Hoffmann 26' (ركل.) |

| بولندا               | 1–3   | فرنسا                                                   |
| -------------------- | ----- | ------------------------------------------------------- |
| - Pembele 46' (ه.ذ.) | تقرير | - عادل عوشيشي 9' - Niewiadomski 83' (ه.ذ.) - Zidane 90' |

| لوكسمبورغ | 0–2   | فنلندا                  |
| --------- | ----- | ----------------------- |
|           | تقرير | - Ala 31' - Marhiev 87' |

#### المجموعة 8
| م | الفريق         | لعب | ف | ت | خ | أ.له | أ.ع | أ.ف | نقاط | التأهل      |
| - | -------------- | --- | - | - | - | ---- | --- | --- | ---- | ----------- |
| 1 | جمهورية التشيك | 3   | 3 | 0 | 0 | 9    | 0   | +9  | 9    | جولة النخبة |
| 2 | النرويج        | 3   | 2 | 0 | 1 | 7    | 3   | +4  | 6    | جولة النخبة |
| 3 | ألبانيا (H)    | 3   | 1 | 0 | 2 | 2    | 9   | −7  | 3    |             |
| 4 | أذربيجان       | 3   | 0 | 0 | 3 | 1    | 7   | −6  | 0    |             |

| أذربيجان       | 1–4   | النرويج                                                                    |
| -------------- | ----- | -------------------------------------------------------------------------- |
| - Gurbanli 89' | تقرير | - هيرمان غيلميودن 18' (ركل.) - Skrogstad 19' - Oppegård 20' - Vallotto 71' |

| جمهورية التشيك                                                       | 6–0   | ألبانيا |
| -------------------------------------------------------------------- | ----- | ------- |
| - Wojatschke 13'، 19'، 49' - Svoboda 23' - آدم هلوزيك 42' - Sejk 87' | تقرير |         |

| جمهورية التشيك                   | 2–0   | أذربيجان |
| -------------------------------- | ----- | -------- |
| - Wojatschke 9' - آدم هلوزيك 89' | تقرير |          |

| النرويج                                              | 3–1   | ألبانيا     |
| ---------------------------------------------------- | ----- | ----------- |
| - هيرمان غيلميودن 45+2' (ركل.) - Oppegård 61'، 90+4' | تقرير | - Gjini 80' |

| النرويج | 0–1   | جمهورية التشيك |
| ------- | ----- | -------------- |
|         | تقرير | - Svoboda 69'  |

| ألبانيا            | 1–0   | أذربيجان |
| ------------------ | ----- | -------- |
| - Mitaj 44' (ركل.) | تقرير |          |

#### المجموعة 9
| م | الفريق    | لعب | ف | ت | خ | أ.له | أ.ع | أ.ف | نقاط | التأهل      |
| - | --------- | --- | - | - | - | ---- | --- | --- | ---- | ----------- |
| 1 | المجر (H) | 3   | 2 | 1 | 0 | 4    | 0   | +4  | 7    | جولة النخبة |
| 2 | رومانيا   | 3   | 1 | 2 | 0 | 6    | 2   | +4  | 5    | جولة النخبة |
| 3 | صربيا     | 3   | 1 | 1 | 1 | 4    | 4   | 0   | 4    | جولة النخبة |
| 4 | ليتوانيا  | 3   | 0 | 0 | 3 | 1    | 9   | −8  | 0    |             |

| صربيا                  | 2–1   | ليتوانيا           |
| ---------------------- | ----- | ------------------ |
| - Colic 53' - Baic 61' | تقرير | - Abramavičius 82' |

| رومانيا | 0–0   | المجر |
| ------- | ----- | ----- |
|         | تقرير |       |

| صربيا                  | 2–2   | رومانيا                           |
| ---------------------- | ----- | --------------------------------- |
| - Miladinović 55'، 56' | تقرير | - يانيس ستويكا 63' - Munteanu 81' |

| المجر                                       | 3–0   | ليتوانيا |
| ------------------------------------------- | ----- | -------- |
| - Komáromi 24' - Zuigeber 45+2' (ركل.)، 68' | تقرير |          |

| المجر        | 1–0   | صربيا |
| ------------ | ----- | ----- |
| - Baráth 29' | تقرير |       |

| ليتوانيا | 0–4   | رومانيا                                                                |
| -------- | ----- | ---------------------------------------------------------------------- |
|          | تقرير | - يانيس ستويكا 5' - Munteanu 67' - Pitu 76' (ركل.) - رادو دراجوشين 84' |

#### المجموعة 10
| م | الفريق           | لعب | ف | ت | خ | أ.له | أ.ع | أ.ف | نقاط | التأهل      |
| - | ---------------- | --- | - | - | - | ---- | --- | --- | ---- | ----------- |
| 1 | سلوفاكيا         | 3   | 3 | 0 | 0 | 12   | 0   | +12 | 9    | جولة النخبة |
| 2 | أيرلندا الشمالية | 3   | 1 | 1 | 1 | 7    | 2   | +5  | 4    | جولة النخبة |
| 3 | تركيا (H)        | 3   | 1 | 1 | 1 | 7    | 4   | +3  | 4    | جولة النخبة |
| 4 | سان مارينو       | 3   | 0 | 0 | 3 | 0    | 20  | −20 | 0    |             |

| أيرلندا الشمالية | 0–1   | سلوفاكيا      |
| ---------------- | ----- | ------------- |
|                  | تقرير | - Čerepkai 8' |

| تركيا                                                                                | 6–0   | سان مارينو |
| ------------------------------------------------------------------------------------ | ----- | ---------- |
| - Çoğalan 19' - Akpınar 27' - Bayrak 47' - Üreyen 65' - علي أكمان 67' - Sevinç 90+4' | تقرير |            |

تم التخلي عن مباراة أيرلندا الشمالية ضد سلوفاكيا في 24 أكتوبر، 13:00 بتوقيت تركيا، بعد 13 دقيقة بسبب الظروف الجوية السيئة، بينما لعبت بقية المباراة في 25 أكتوبر، 13:00 بتوقيت تركيا. كما تم تأجيل مباراة تركيا ضد سان مارينو، التي كان من المقرر أن تبدأ في 24 أكتوبر، 16:30 بتوقيت تركيا، بسبب الظروف الجوية السيئة، وتمت إعادة جدولتها إلى 25 أكتوبر، الساعة 15:00 بتوقيت تركيا.
| سلوفاكيا | 8–0   | سان مارينو |
| --- | ----- | ---------- |
| - مارتن سفيدرسكي 9' - Čerepkai 19' - Szetei 25' - طوماش سوسلوف 27' - Nebyla 52' - Matoš 66'، 72' - Leitner 82' | تقرير |            |

| تركيا         | 1–1   | أيرلندا الشمالية |
| ------------- | ----- | ---------------- |
| - Akpınar 11' | تقرير | - Wylie 33'      |

| سلوفاكيا                               | 3–0   | تركيا |
| -------------------------------------- | ----- | ----- |
| - طوماش سوسلوف 28'، 51' - Čerepkai 35' | تقرير |       |

| سان مارينو | 0–6   | أيرلندا الشمالية                                                |
| ---------- | ----- | --------------------------------------------------------------- |
|            | تقرير | - Burns 6' (ركل.)، 8' (ركل.) - Wylie 12'، 28'، 51' - Taylor 39' |

#### المجموعة 11
| م | الفريق       | لعب | ف | ت | خ | أ.له | أ.ع | أ.ف | نقاط | التأهل      |
| - | ------------ | --- | - | - | - | ---- | --- | --- | ---- | ----------- |
| 1 | البرتغال (H) | 3   | 3 | 0 | 0 | 18   | 1   | +17 | 9    | جولة النخبة |
| 2 | بيلاروس      | 3   | 1 | 1 | 1 | 4    | 6   | −2  | 4    | جولة النخبة |
| 3 | كازاخستان    | 3   | 1 | 0 | 2 | 2    | 12  | −10 | 3    |             |
| 4 | ويلز         | 3   | 0 | 1 | 2 | 3    | 8   | −5  | 1    |             |

| بيلاروس                                       | 2–2   | ويلز                        |
| --------------------------------------------- | ----- | --------------------------- |
| - Shalashnikov 65' (ركل.) - Robson 87' (ه.ذ.) | تقرير | - Thomas 11' - Gibbings 79' |

| البرتغال | 10–0  | كازاخستان |
| --- | ----- | --------- |
| - Quizera 19' - باولو برناردو 21' - Cruz 26' - Rodrigues 39'، 45+1' - Camara 49'، 67' - Gerson 57' - تياغو توماس 75' - Batalha 80' | تقرير |           |

| ويلز | 0–1   | كازاخستان   |
| ---- | ----- | ----------- |
|      | تقرير | - Dobay 86' |

| البرتغال                                                  | 3–0   | بيلاروس |
| --------------------------------------------------------- | ----- | ------- |
| - فلاديسلاف كالينين 4' (ه.ذ.) - Quizera 32' - Tavares 82' | تقرير |         |

| ويلز          | 1–5   | البرتغال                                                        |
| ------------- | ----- | --------------------------------------------------------------- |
| - Sparkes 24' | تقرير | - Quizera 9' - باولو برناردو 59' - Gerson 75'، 77' - Brazão 88' |

| كازاخستان           | 1–2   | بيلاروس                       |
| ------------------- | ----- | ----------------------------- |
| - Abdurakhmanov 39' | تقرير | - Zabelin 63' - Natynchik 77' |

#### المجموعة 12
| م | الفريق      | لعب | ف | ت | خ | أ.له | أ.ع | أ.ف | نقاط | التأهل      |
| - | ----------- | --- | - | - | - | ---- | --- | --- | ---- | ----------- |
| 1 | بلجيكا      | 3   | 3 | 0 | 0 | 9    | 0   | +9  | 9    | جولة النخبة |
| 2 | اليونان     | 3   | 1 | 1 | 1 | 2    | 4   | −2  | 4    | جولة النخبة |
| 3 | لاتفيا      | 3   | 0 | 2 | 1 | 3    | 8   | −5  | 2    |             |
| 4 | مولدوفا (H) | 3   | 0 | 1 | 2 | 2    | 4   | −2  | 1    |             |

| بلجيكا       | 1–0   | مولدوفا |
| ------------ | ----- | ------- |
| - Engolo 39' | تقرير |         |

| لاتفيا       | 1–1   | اليونان      |
| ------------ | ----- | ------------ |
| - Lagūns 32' | تقرير | - Tzolis 78' |

| بلجيكا                                                                    | 5–0   | لاتفيا |
| ------------------------------------------------------------------------- | ----- | ------ |
| - Engolo 9' - Doku 35' (ركل.)، 39' - Idumbo-Mazumbo 84' - أمين الدخيل 85' | تقرير |        |

| اليونان             | 1–0   | مولدوفا |
| ------------------- | ----- | ------- |
| - Tzolis 25' (ركل.) | تقرير |         |

| اليونان | 0–3   | بلجيكا                                         |
| ------- | ----- | ---------------------------------------------- |
|         | تقرير | - أنور أيت الحاج 45' - Idumbo-Mazumbo 50'، 79' |

| مولدوفا                   | 2–2   | لاتفيا                     |
| ------------------------- | ----- | -------------------------- |
| - Gherman 8' - Danu 45+2' | تقرير | - Lagūns 59' - Meļņiks 75' |

#### المجموعة 13
| م | الفريق      | لعب | ف | ت | خ | أ.له | أ.ع | أ.ف | نقاط | التأهل      |
| - | ----------- | --- | - | - | - | ---- | --- | --- | ---- | ----------- |
| 1 | إيطاليا     | 3   | 3 | 0 | 0 | 13   | 0   | +13 | 9    | جولة النخبة |
| 2 | كرواتيا (H) | 3   | 2 | 0 | 1 | 6    | 3   | +3  | 6    | جولة النخبة |
| 3 | أندورا      | 3   | 1 | 0 | 2 | 3    | 10  | −7  | 3    |             |
| 4 | أرمينيا     | 3   | 0 | 0 | 3 | 0    | 9   | −9  | 0    |             |

| إيطاليا                                                                                              | 7–0   | أندورا |
| --- | ----- | ------ |
| - Cudrig 19'، 64' - Oristanio 23' - Tongya 28' - Spina 39' - سيباستيانو ايسبوسيتو 85' - Cester 90+2' | تقرير |        |

| أرمينيا | 0–3   | كرواتيا                                  |
| ------- | ----- | ---------------------------------------- |
|         | تقرير | - Vasilj 12' - Biuk 36' - Groznica 90+3' |

| إيطاليا                                                     | 3–0   | أرمينيا |
| ----------------------------------------------------------- | ----- | ------- |
| - Tongya 19' - سيباستيانو ايسبوسيتو 26' (ركل.) - Cudrig 87' | تقرير |         |

| كرواتيا                                  | 3–0   | أندورا |
| ---------------------------------------- | ----- | ------ |
| - Vasilj 45+2'، 90+1' - لوكا سوتشيتش 77' | تقرير |        |

| كرواتيا | 0–3   | إيطاليا                                               |
| ------- | ----- | ----------------------------------------------------- |
|         | تقرير | - Cudrig 34' - سيباستيانو ايسبوسيتو 37' - Lamanna 71' |

| أندورا                                       | 3–0   | أرمينيا |
| -------------------------------------------- | ----- | ------- |
| - Bellido 5' (ركل.) - Romero 16' - Rosas 21' | تقرير |         |

### تصنيف الفرق المصنفة الثالثة
To determine the four best third-placed teams from the qualifying round which advance to the elite round, only the results of the third-placed teams against the first and second-placed teams in their group are taken into account.
| م  | مج | الفريق          | لعب | ف | ت | خ | أ.له | أ.ع | أ.ف | نقاط | التأهل      |
| -- | -- | --------------- | --- | - | - | - | ---- | --- | --- | ---- | ----------- |
| 1  | 2  | البوسنة والهرسك | 2   | 0 | 1 | 1 | 3    | 4   | −1  | 1    | جولة النخبة |
| 2  | 9  | صربيا           | 2   | 0 | 1 | 1 | 2    | 3   | −1  | 1    | جولة النخبة |
| 3  | 5  | سويسرا          | 2   | 0 | 1 | 1 | 1    | 2   | −1  | 1    | جولة النخبة |
| 4  | 10 | تركيا           | 2   | 0 | 1 | 1 | 1    | 4   | −3  | 1    | جولة النخبة |
| 5  | 12 | لاتفيا          | 2   | 0 | 1 | 1 | 1    | 6   | −5  | 1    |             |
| 6  | 7  | فنلندا          | 2   | 0 | 0 | 2 | 2    | 4   | −2  | 0    |             |
| 7  | 3  | بلغاريا         | 2   | 0 | 0 | 2 | 1    | 3   | −2  | 0    |             |
| 8  | 4  | مقدونيا         | 2   | 0 | 0 | 2 | 1    | 5   | −4  | 0    |             |
| 9  | 8  | ألبانيا         | 2   | 0 | 0 | 2 | 1    | 9   | −8  | 0    |             |
| 10 | 1  | الجبل الأسود    | 2   | 0 | 0 | 2 | 0    | 8   | −8  | 0    |             |
| 11 | 6  | إستونيا         | 2   | 0 | 0 | 2 | 2    | 11  | −9  | 0    |             |
| 12 | 13 | أندورا          | 2   | 0 | 0 | 2 | 0    | 10  | −10 | 0    |             |
| 13 | 11 | كازاخستان       | 2   | 0 | 0 | 2 | 1    | 12  | −11 | 0    |             |

## جولة النخبة

### القرعة
عُقدت القرعة لجولة النخبة في 6 ديسمبر 2018، الساعة 11:45 بتوقيت وسط أوروبا (ت ع م+1)، في مقر الاتحاد الأوروبي لكرة القدم في نيون، سويسرا.
تم تصنيف الفرق وفقًا لنتائجها في جولة التأهيل. إنجلترا وألمانيا، اللتين تلقيتا إعفاء إلى جولة النخبة، تم زرعهما تلقائيا في وعاء ألف. احتوت كل مجموعة على فريق واحد من وعاء ألف، وفريق واحد من وعاء باء، وفريق واحد من وعاء جيم، وفريق واحد من وعاء دال. لا يمكن سحب الفائزين الوصيفون من نفس مجموعة جولة التأهيل في نفس المجموعة، ولكن يمكن سحب أفضل الفرق في المرتبة الثالثة إلى المجموعة نفسها التي تضم الفائزين أو الوصيفين من نفس مجموعة جول التأهيل. ولأسباب سياسية، لن تنسحب كوسوفو إلى نفس المجموعة التي تنتمي إليها صربيا أو البوسنة والهرسك.
| م  | مج | الفريق              | لعب | ف | ت | خ | أ.له | أ.ع | أ.ف | نقاط | التصنيف |
| -- | -- | ------------------- | --- | - | - | - | ---- | --- | --- | ---- | ------- |
| 1  | —  | إنجلترا             | 0   | 0 | 0 | 0 | 0    | 0   | 0   | 0    | وعاء A  |
| 2  | —  | ألمانيا             | 0   | 0 | 0 | 0 | 0    | 0   | 0   | 0    | وعاء A  |
| 3  | 1  | هولندا              | 3   | 3 | 0 | 0 | 22   | 5   | +17 | 9    | وعاء A  |
| 4  | 11 | البرتغال            | 3   | 3 | 0 | 0 | 18   | 1   | +17 | 9    | وعاء A  |
| 5  | 13 | إيطاليا             | 3   | 3 | 0 | 0 | 13   | 0   | +13 | 9    | وعاء A  |
| 6  | 10 | سلوفاكيا            | 3   | 3 | 0 | 0 | 12   | 0   | +12 | 9    | وعاء A  |
| 7  | 4  | إسبانيا             | 3   | 3 | 0 | 0 | 10   | 0   | +10 | 9    | وعاء A  |
| 8  | 12 | بلجيكا              | 3   | 3 | 0 | 0 | 9    | 0   | +9  | 9    | وعاء A  |
| 9  | 8  | جمهورية التشيك      | 3   | 3 | 0 | 0 | 9    | 0   | +9  | 9    | وعاء B  |
| 10 | 7  | فرنسا               | 3   | 3 | 0 | 0 | 9    | 2   | +7  | 9    | وعاء B  |
| 11 | 6  | الدنمارك            | 3   | 3 | 0 | 0 | 9    | 3   | +6  | 9    | وعاء B  |
| 12 | 2  | أوكرانيا            | 3   | 2 | 1 | 0 | 16   | 4   | +12 | 7    | وعاء B  |
| 13 | 3  | النمسا              | 3   | 2 | 1 | 0 | 10   | 2   | +8  | 7    | وعاء B  |
| 14 | 9  | المجر               | 3   | 2 | 1 | 0 | 4    | 0   | +4  | 7    | وعاء B  |
| 15 | 3  | سلوفينيا            | 3   | 2 | 1 | 0 | 4    | 2   | +2  | 7    | وعاء B  |
| 16 | 6  | روسيا               | 3   | 2 | 0 | 1 | 13   | 2   | +11 | 6    | وعاء B  |
| 17 | 4  | إسرائيل             | 3   | 2 | 0 | 1 | 10   | 4   | +6  | 6    | وعاء C  |
| 18 | 1  | السويد              | 3   | 2 | 0 | 1 | 11   | 6   | +5  | 6    | وعاء C  |
| 19 | 8  | النرويج             | 3   | 2 | 0 | 1 | 7    | 3   | +4  | 6    | وعاء C  |
| 20 | 7  | بولندا              | 3   | 2 | 0 | 1 | 10   | 7   | +3  | 6    | وعاء C  |
| 21 | 13 | كرواتيا             | 3   | 2 | 0 | 1 | 6    | 3   | +3  | 6    | وعاء C  |
| 22 | 5  | كوسوفو              | 3   | 2 | 0 | 1 | 3    | 2   | +1  | 6    | وعاء C  |
| 23 | 2  | آيسلندا             | 3   | 1 | 2 | 0 | 11   | 3   | +8  | 5    | وعاء C  |
| 24 | 9  | رومانيا             | 3   | 1 | 2 | 0 | 6    | 2   | +4  | 5    | وعاء C  |
| 25 | 5  | إسكتلندا            | 3   | 1 | 2 | 0 | 4    | 3   | +1  | 5    | وعاء D  |
| 26 | 2  | البوسنة والهرسك (Y) | 3   | 1 | 1 | 1 | 11   | 4   | +7  | 4    | وعاء D  |
| 27 | 10 | أيرلندا الشمالية    | 3   | 1 | 1 | 1 | 7    | 2   | +5  | 4    | وعاء D  |
| 28 | 10 | تركيا (Y)           | 3   | 1 | 1 | 1 | 7    | 4   | +3  | 4    | وعاء D  |
| 29 | 5  | سويسرا (Y)          | 3   | 1 | 1 | 1 | 4    | 2   | +2  | 4    | وعاء D  |
| 30 | 9  | صربيا (Y)           | 3   | 1 | 1 | 1 | 4    | 4   | 0   | 4    | وعاء D  |
| 31 | 11 | بيلاروس             | 3   | 1 | 1 | 1 | 4    | 6   | −2  | 4    | وعاء D  |
| 32 | 12 | اليونان             | 3   | 1 | 1 | 1 | 2    | 4   | −2  | 4    | وعاء D  |

1. 1 2  النقاط التأديبية: بلجيكا 0، الجمهورية التشيكية 2.

### المجموعات
يجب أن تلعب جولة التأهيل بحلول نهاية مارس 2019.
Times up to 30 March 2019 are توقيت وسط أوروبا (ت ع م+01:00), thereafter times are توقيت وسط أوروبا الصيفي (ت ع م+02:00), as listed by UEFA (local times, if different, are in parentheses).

#### المجموعة 1
| م | الفريق    | لعب | ف | ت | خ | أ.له | أ.ع | أ.ف | نقاط | التأهل           |
| - | --------- | --- | - | - | - | ---- | --- | --- | ---- | ---------------- |
| 1 | إيطاليا   | 3   | 3 | 0 | 0 | 9    | 1   | +8  | 9    | البطولة النهائية |
| 2 | النمسا    | 3   | 1 | 1 | 1 | 6    | 5   | +1  | 4    | البطولة النهائية |
| 3 | رومانيا   | 3   | 1 | 0 | 2 | 4    | 9   | −5  | 3    |                  |
| 4 | تركيا (H) | 3   | 0 | 1 | 2 | 1    | 5   | −4  | 1    |                  |

| رومانيا               | 1–5   | النمسا                                               |
| --------------------- | ----- | ---------------------------------------------------- |
| - Koller 90+2' (ه.ذ.) | تقرير | - Nelson 16' - Pehlivan 22'، 39' - Böckle 73'، 90+1' |

| إيطاليا                                         | 2–0   | تركيا |
| ----------------------------------------------- | ----- | ----- |
| - سيباستيانو ايسبوسيتو 54' - لورينزو موريتي 79' | تقرير |       |

| إيطاليا                                              | 3–0   | رومانيا |
| ---------------------------------------------------- | ----- | ------- |
| - Cudrig 37' - سيباستيانو ايسبوسيتو 41' - Tongya 67' | تقرير |         |

| النمسا | 0–0   | تركيا |
| ------ | ----- | ----- |
|        | تقرير |       |

| النمسا        | 1–4   | إيطاليا                                                 |
| ------------- | ----- | ------------------------------------------------------- |
| - Polster 75' | تقرير | - Lamanna 40' - نيكولاس بونفانتي 55'، 77' - Brentan 61' |

| تركيا      | 1–3   | رومانيا                                         |
| ---------- | ----- | ----------------------------------------------- |
| - Abay 52' | تقرير | - يانيس ستويكا 45+1' - Munteanu 78'، 88' (ركل.) |

#### المجموعة 2
| م | الفريق           | لعب | ف | ت | خ | أ.له | أ.ع | أ.ف | نقاط | التأهل           |
| - | ---------------- | --- | - | - | - | ---- | --- | --- | ---- | ---------------- |
| 1 | هولندا (H)       | 3   | 3 | 0 | 0 | 12   | 2   | +10 | 9    | البطولة النهائية |
| 2 | جمهورية التشيك   | 3   | 2 | 0 | 1 | 5    | 5   | 0   | 6    | البطولة النهائية |
| 3 | إسرائيل          | 3   | 0 | 1 | 2 | 0    | 3   | −3  | 1    |                  |
| 4 | أيرلندا الشمالية | 3   | 0 | 1 | 2 | 0    | 7   | −7  | 1    |                  |

| إسرائيل | 0–1   | جمهورية التشيك   |
| ------- | ----- | ---------------- |
|         | تقرير | - آدم هلوزيك 33' |

| هولندا                                                               | 5–0   | أيرلندا الشمالية |
| -------------------------------------------------------------------- | ----- | ---------------- |
| - Brobbey 36'، 69' - إيان ماتسين 40' - ناسي أونوفار 57' - Proper 90' | تقرير |                  |

| جمهورية التشيك          | 2–0   | أيرلندا الشمالية |
| ----------------------- | ----- | ---------------- |
| - Hroník 48' - Pech 71' | تقرير |                  |

| هولندا                       | 2–0   | إسرائيل |
| ---------------------------- | ----- | ------- |
| - Taabouni 27' - Brobbey 30' | تقرير |         |

| جمهورية التشيك                   | 2–5   | هولندا                                                   |
| -------------------------------- | ----- | -------------------------------------------------------- |
| - Ševčík 6' - Šilhart 78' (ركل.) | تقرير | - بروبي 23'، 62' - Sankoh 53' - التعبوني 57' - هانسن 72' |

| أيرلندا الشمالية | 0–0   | إسرائيل |
| ---------------- | ----- | ------- |
|                  | تقرير |         |

#### المجموعة 3
| م | الفريق       | لعب | ف | ت | خ | أ.له | أ.ع | أ.ف | نقاط | التأهل           |
| - | ------------ | --- | - | - | - | ---- | --- | --- | ---- | ---------------- |
| 1 | إنجلترا      | 3   | 2 | 1 | 0 | 8    | 4   | +4  | 7    | البطولة النهائية |
| 2 | كرواتيا      | 3   | 1 | 2 | 0 | 4    | 3   | +1  | 5    |                  |
| 3 | سويسرا       | 3   | 0 | 2 | 1 | 4    | 7   | −3  | 2    |                  |
| 4 | الدنمارك (H) | 3   | 0 | 1 | 2 | 5    | 7   | −2  | 1    |                  |

| كرواتيا                                         | 3–2   | الدنمارك                                    |
| ----------------------------------------------- | ----- | ------------------------------------------- |
| - Jurčec 2' - Groznica 10' - جوسكو جفارديول 48' | تقرير | - Džankić 16' (ه.ذ.) - فريدريك كارستنسن 68' |

| إنجلترا                                                                   | 5–2   | سويسرا                        |
| ------------------------------------------------------------------------- | ----- | ----------------------------- |
| - مورغان روجرز 22'، 80' - سام غرينوود 30'، 32' (ركل.) - Fazlic 56' (ه.ذ.) | تقرير | - De Donno 52' - Stergiou 68' |

| إنجلترا | 0–0   | كرواتيا |
| ------- | ----- | ------- |
|         | تقرير |         |

| الدنمارك                | 1–1   | سويسرا          |
| ----------------------- | ----- | --------------- |
| - De Donno 45+1' (ه.ذ.) | تقرير | - Reichmuth 62' |

| الدنمارك                      | 2–3   | إنجلترا                                     |
| ----------------------------- | ----- | ------------------------------------------- |
| - Zaar 62' - وحيد فاغير 90+1' | تقرير | - نوني مادويكي 79'، 90+2' - جو جيلهاردت 87' |

| سويسرا               | 1–1   | كرواتيا          |
| -------------------- | ----- | ---------------- |
| - Kasongo 65' (ركل.) | تقرير | - Branšteter 66' |

#### المجموعة 4
| م | الفريق      | لعب | ف | ت | خ | أ.له | أ.ع | أ.ف | نقاط | التأهل           |
| - | ----------- | --- | - | - | - | ---- | --- | --- | ---- | ---------------- |
| 1 | آيسلندا     | 3   | 2 | 1 | 0 | 9    | 5   | +4  | 7    | البطولة النهائية |
| 2 | ألمانيا (H) | 3   | 1 | 2 | 0 | 5    | 4   | +1  | 5    | البطولة النهائية |
| 3 | بيلاروس     | 3   | 0 | 2 | 1 | 3    | 6   | −3  | 2    |                  |
| 4 | سلوفينيا    | 3   | 0 | 1 | 2 | 2    | 4   | −2  | 1    |                  |

| ألمانيا         | 1–1   | بيلاروس          |
| --------------- | ----- | ---------------- |
| - كريم أديمي 8' | تقرير | - Lisakovich 57' |

| آيسلندا                        | 2–1   | سلوفينيا    |
| ------------------------------ | ----- | ----------- |
| - Jóhannsson 8' - Gíslason 35' | تقرير | - Panič 82' |

| ألمانيا                                      | 3–3   | آيسلندا                                      |
| -------------------------------------------- | ----- | -------------------------------------------- |
| - كريم أديمي 6' - مالك تيلمان 45' - Lang 58' | تقرير | - أندري غودجونسن 18'، 50' (ركل.)، 61' (ركل.) |

| سلوفينيا    | 1–1   | بيلاروس        |
| ----------- | ----- | -------------- |
| - Panič 31' | تقرير | - Shestyuk 78' |

| سلوفينيا | 0–1   | ألمانيا    |
| -------- | ----- | ---------- |
|          | تقرير | - Netz 77' |

| بيلاروس        | 1–4   | آيسلندا                                                             |
| -------------- | ----- | ------------------------------------------------------------------- |
| - Shestyuk 88' | تقرير | - Jóhannesson 13'، 49' - أندري غودجونسن 73' - Baldursson 86' (ركل.) |

#### المجموعة 5
ملاحظة: كان من المقرر أصلا أن تستضيف إسبانيا المجموعة بين 20 و26 مارس 2019، ولكن تمت إزالتها من قبل الاتحاد الأوروبي لكرة القدم لأن إسبانيا لا تعترف باستقلال كوسوفو ولن تسمح بعرض رموز كوسوفو. ونظرا لعدم اعتراف كل من اوكرانيا واليونان، الفريقان الآخران في المجموعة، أيضًا باستقلال كوسوفو، قرر الاتحاد الأوروبي لكرة القدم أن يتم لعب المجموعة في البلد المضيف المحايد سويسرا بين 25 و31 مارس 2019.
| م | الفريق   | لعب | ف | ت | خ | أ.له | أ.ع | أ.ف | نقاط | التأهل           |
| - | -------- | --- | - | - | - | ---- | --- | --- | ---- | ---------------- |
| 1 | إسبانيا  | 3   | 3 | 0 | 0 | 4    | 0   | +4  | 9    | البطولة النهائية |
| 2 | اليونان  | 3   | 2 | 0 | 1 | 3    | 2   | +1  | 6    | البطولة النهائية |
| 3 | أوكرانيا | 3   | 1 | 0 | 2 | 2    | 2   | 0   | 3    |                  |
| 4 | كوسوفو   | 3   | 0 | 0 | 3 | 0    | 5   | −5  | 0    |                  |

| كوسوفو | 0–2   | أوكرانيا                     |
| ------ | ----- | ---------------------------- |
|        | تقرير | - Batahov 19' - V'Yunnik 27' |

| إسبانيا                  | 2–0   | اليونان |
| ------------------------ | ----- | ------- |
| - Varela 66' - Gómez 72' | تقرير |         |

| أوكرانيا | 0–1   | اليونان      |
| -------- | ----- | ------------ |
|          | تقرير | - Tzolis 57' |

| إسبانيا            | 1–0   | كوسوفو |
| ------------------ | ----- | ------ |
| - بابلو مورينو 54' | تقرير |        |

| أوكرانيا | 0–1   | إسبانيا              |
| -------- | ----- | -------------------- |
|          | تقرير | - بينات تورينتيس 90' |

| اليونان                  | 2–0   | كوسوفو |
| ------------------------ | ----- | ------ |
| - Tzolis 19' (ركل.)، 42' | تقرير |        |

#### المجموعة 6
| م | الفريق       | لعب | ف | ت | خ | أ.له | أ.ع | أ.ف | نقاط | التأهل           |
| - | ------------ | --- | - | - | - | ---- | --- | --- | ---- | ---------------- |
| 1 | البرتغال     | 3   | 3 | 0 | 0 | 6    | 2   | +4  | 9    | البطولة النهائية |
| 2 | روسيا        | 3   | 2 | 0 | 1 | 7    | 4   | +3  | 6    | البطولة النهائية |
| 3 | بولندا       | 3   | 0 | 1 | 2 | 4    | 6   | −2  | 1    |                  |
| 4 | إسكتلندا (H) | 3   | 0 | 1 | 2 | 1    | 6   | −5  | 1    |                  |

| بولندا                                 | 2–3   | روسيا                                             |
| -------------------------------------- | ----- | ------------------------------------------------- |
| - Biegański 4' - فيليب مارشوينيسكي 39' | تقرير | - Gubzhokov 17' - Oznobikhin 50' - Shapovalov 78' |

| البرتغال                      | 2–0   | إسكتلندا |
| ----------------------------- | ----- | -------- |
| - Gerson 4' - فابيو سيلفا 25' | تقرير |          |

| البرتغال                  | 2–1   | بولندا                |
| ------------------------- | ----- | --------------------- |
| - Brazão 10' - Gerson 29' | تقرير | - نيكولا زاليفسكي 79' |

| روسيا                                          | 3–0   | إسكتلندا |
| ---------------------------------------------- | ----- | -------- |
| - Konyukhov 24' - Savinov 32' - Shapovalov 71' | تقرير |          |

| روسيا           | 1–2   | البرتغال                              |
| --------------- | ----- | ------------------------------------- |
| - Schetinin 18' | تقرير | - Quizera 9' (ركل.) - فابيو سيلفا 81' |

| إسكتلندا             | 1–1   | بولندا       |
| -------------------- | ----- | ------------ |
| - Dickson-Peters 82' | تقرير | - Rakoczy 7' |

#### المجموعة 7
| م | الفريق          | لعب | ف | ت | خ | أ.له | أ.ع | أ.ف | نقاط | التأهل           |
| - | --------------- | --- | - | - | - | ---- | --- | --- | ---- | ---------------- |
| 1 | بلجيكا          | 3   | 3 | 0 | 0 | 8    | 2   | +6  | 9    | البطولة النهائية |
| 2 | المجر (H)       | 3   | 2 | 0 | 1 | 4    | 4   | 0   | 6    | البطولة النهائية |
| 3 | النرويج         | 3   | 1 | 0 | 2 | 2    | 5   | −3  | 3    |                  |
| 4 | البوسنة والهرسك | 3   | 0 | 0 | 3 | 1    | 4   | −3  | 0    |                  |

| بلجيكا       | 1–0   | البوسنة والهرسك |
| ------------ | ----- | --------------- |
| - Engolo 14' | تقرير |                 |

| النرويج | 0–1   | المجر          |
| ------- | ----- | -------------- |
|         | تقرير | - Zuigeber 90' |

| بلجيكا                         | 3–0   | النرويج |
| ------------------------------ | ----- | ------- |
| - Kalulika 37'، 72' - Doku 67' | تقرير |         |

| المجر          | 1–0   | البوسنة والهرسك |
| -------------- | ----- | --------------- |
| - Zuigeber 37' | تقرير |                 |

| المجر                     | 2–4   | بلجيكا                                                 |
| ------------------------- | ----- | ------------------------------------------------------ |
| - Szalay 11' - Kalmár 85' | تقرير | - Doku 29' (ركل.)، 56' (ركل.) - Landu 45' - Baeten 48' |

| البوسنة والهرسك | 1–2   | النرويج                       |
| --------------- | ----- | ----------------------------- |
| - Bobarič 90+3' | تقرير | - Tveiten 49' - Melkersen 88' |

#### المجموعة 8
| م | الفريق    | لعب | ف | ت | خ | أ.له | أ.ع | أ.ف | نقاط | التأهل           |
| - | --------- | --- | - | - | - | ---- | --- | --- | ---- | ---------------- |
| 1 | فرنسا     | 3   | 3 | 0 | 0 | 6    | 0   | +6  | 9    | البطولة النهائية |
| 2 | السويد    | 3   | 1 | 1 | 1 | 2    | 3   | −1  | 4    | البطولة النهائية |
| 3 | صربيا (H) | 3   | 1 | 0 | 2 | 4    | 4   | 0   | 3    |                  |
| 4 | سلوفاكيا  | 3   | 0 | 1 | 2 | 1    | 6   | −5  | 1    |                  |

| السويد | 0–2   | فرنسا                                      |
| ------ | ----- | ------------------------------------------ |
|        | تقرير | - أحمد تراوري 4' - لوسيان آغومي 79' (ركل.) |

| سلوفاكيا     | 1–3   | صربيا                                     |
| ------------ | ----- | ----------------------------------------- |
| - Mojžiš 32' | تقرير | - Blagojević 2' - Babić 47' - Ergelas 78' |

| سلوفاكيا | 0–0   | السويد |
| -------- | ----- | ------ |
|          | تقرير |        |

| فرنسا               | 1–0   | صربيا |
| ------------------- | ----- | ----- |
| - ناثانايل مبوكو 7' | تقرير |       |

| فرنسا                                                            | 3–0   | سلوفاكيا |
| ---------------------------------------------------------------- | ----- | -------- |
| - لوسيان آغومي 24' - Leitner 44' (ه.ذ.) - عادل عوشيشي 81' (ركل.) | تقرير |          |

| صربيا            | 1–2   | السويد                    |
| ---------------- | ----- | ------------------------- |
| - Kremenović 89' | تقرير | - Prica 40' (ركل.)، 90+5' |

### تصنيف الفرق في المركز الثاني
لتحديد أفضل سبعة فرق في المركز الثاني من جولة النخبة التي تتأهل للبطولة النهائية، يتم أخذ نتائج فرق المركز الثاني فقط ضد الفرق الأولى والثالثة في مجموعتها في الاعتبار.
| م | مج | الفريق         | لعب | ف | ت | خ | أ.له | أ.ع | أ.ف | نقاط | التأهل           |
| - | -- | -------------- | --- | - | - | - | ---- | --- | --- | ---- | ---------------- |
| 1 | 1  | النمسا         | 2   | 1 | 0 | 1 | 6    | 5   | +1  | 3    | البطولة النهائية |
| 2 | 6  | روسيا          | 2   | 1 | 0 | 1 | 4    | 4   | 0   | 3    | البطولة النهائية |
| 3 | 7  | المجر          | 2   | 1 | 0 | 1 | 3    | 4   | −1  | 3    | البطولة النهائية |
| 4 | 8  | السويد         | 2   | 1 | 0 | 1 | 2    | 3   | −1  | 3    | البطولة النهائية |
| 5 | 5  | اليونان        | 2   | 1 | 0 | 1 | 1    | 2   | −1  | 3    | البطولة النهائية |
| 6 | 2  | جمهورية التشيك | 2   | 1 | 0 | 1 | 3    | 5   | −2  | 3    | البطولة النهائية |
| 7 | 4  | ألمانيا        | 2   | 0 | 2 | 0 | 4    | 4   | 0   | 2    | البطولة النهائية |
| 8 | 3  | كرواتيا        | 2   | 0 | 2 | 0 | 1    | 1   | 0   | 2    |                  |

## الفرق المؤهلة
الفرق الـ16 التالية تأهلت للبطولة النهائية.
| Team            | Qualified as                      | Qualified on  | Previous appearances in بطولة أوروبا تحت 17 سنة لكرة القدم1 only U-17 era (since 2002) |
| --------------- | --------------------------------- | ------------- | --- |
| جمهورية أيرلندا | Hosts                             | 9 ديسمبر 2016 | 4 (2008 ‏, 2015 ‏, بطولة أمم أوروبا تحت 17 سنة 2017، بطولة أمم أوروبا تحت 17 سنة 2018) |
| إيطاليا         | Elite round Group 1 winners       | 26 مارس 2019  | 8 (2003 ‏, 2005 ‏, 2009 ‏, بطولة أوروبا تحت 17 سنة لكرة القدم 2013, 2015 ‏, 2016، بطولة أمم أوروبا تحت 17 سنة 2017، بطولة أمم أوروبا تحت 17 سنة 2018)                                                                      |
| هولندا          | Elite round Group 2 winners       | 26 مارس 2019  | 12 (2002 ‏, 2005 ‏, 2007 ‏, 2008 ‏, 2009 ‏, بطولة أوروبا تحت 17 سنة لكرة القدم 2011, بطولة أوروبا تحت 17 سنة لكرة القدم 2012, 2014, 2015 ‏, 2016، بطولة أمم أوروبا تحت 17 سنة 2017, بطولة أمم أوروبا تحت 17 سنة 2018)        |
| إنجلترا         | Elite round Group 3 winners       | 27 مارس 2019  | 13 (2002 ‏, 2003 ‏, 2004 ‏, 2005 ‏, 2007 ‏, 2009 ‏, بطولة أوروبا تحت 17 سنة لكرة القدم 2010, بطولة أوروبا تحت 17 سنة لكرة القدم 2011, 2014, 2015 ‏, 2016، بطولة أمم أوروبا تحت 17 سنة 2017, بطولة أمم أوروبا تحت 17 سنة 2018) |
| آيسلندا         | Elite round Group 4 winners       | 26 مارس 2019  | 2 (2007 ‏, بطولة أوروبا تحت 17 سنة لكرة القدم 2012) |
| إسبانيا         | Elite round Group 5 winners       | 31 مارس 2019  | 12 (2002 ‏, 2003 ‏, 2004 ‏, 2006 ‏, 2007 ‏, 2008 ‏, 2009 ‏, بطولة أوروبا تحت 17 سنة لكرة القدم 2010, 2015 ‏, 2016, بطولة أمم أوروبا تحت 17 سنة 2017, بطولة أمم أوروبا تحت 17 سنة 2018)                                         |
| البرتغال        | Elite round Group 6 winners       | 26 مارس 2019  | 7 (2002 ‏, 2003 ‏, 2004 ‏, بطولة أوروبا تحت 17 سنة لكرة القدم 2010، 2014, 2016, بطولة أمم أوروبا تحت 17 سنة 2018) |
| بلجيكا          | Elite round Group 7 winners       | 29 مارس 2019  | 6 (2006 ‏, 2007 ‏, بطولة أوروبا تحت 17 سنة لكرة القدم 2012, 2015 ‏, 2016، بطولة أمم أوروبا تحت 17 سنة 2018) |
| فرنسا           | Elite round Group 8 winners       | 29 مارس 2019  | 11 (2002 ‏, 2004 ‏, 2007 ‏, 2008 ‏, 2009 ‏, بطولة أوروبا تحت 17 سنة لكرة القدم 2010، بطولة أوروبا تحت 17 سنة لكرة القدم 2011، بطولة أوروبا تحت 17 سنة لكرة القدم 2012, 2015 ‏, 2016، بطولة أمم أوروبا تحت 17 سنة 2017)       |
| النمسا          | Elite round best seven runners-up | 26 مارس 2019  | 5 (2003 ‏, 2004 ‏, بطولة أوروبا تحت 17 سنة لكرة القدم 2013, 2015 ‏, 2016) |
| روسيا           | Elite round best seven runners-up | 26 مارس 2019  | 3 (2006 ‏, بطولة أوروبا تحت 17 سنة لكرة القدم 2013, 2015 ‏) |
| المجر           | Elite round best seven runners-up | 29 مارس 2019  | 4 (2002 ‏, 2003 ‏, 2006 ‏, بطولة أمم أوروبا تحت 17 سنة 2017) |
| السويد          | Elite round best seven runners-up | 1 أبريل 2019  | 3 (بطولة أوروبا تحت 17 سنة لكرة القدم 2013، 2016، بطولة أمم أوروبا تحت 17 سنة 2018) |
| اليونان         | Elite round best seven runners-up | 31 مارس 2019  | 2 (بطولة أوروبا تحت 17 سنة لكرة القدم 2010, 2015 ‏) |
| جمهورية التشيك  | Elite round best seven runners-up | 26 مارس 2019  | 5 (2002 ‏, 2006 ‏, بطولة أوروبا تحت 17 سنة لكرة القدم 2010، بطولة أوروبا تحت 17 سنة لكرة القدم 2011, 2015 ‏) |
| ألمانيا         | Elite round best seven runners-up | 27 مارس 2019  | 11 (2002 ‏, 2006 ‏, 2007 ‏, 2009 ‏, بطولة أوروبا تحت 17 سنة لكرة القدم 2011، بطولة أوروبا تحت 17 سنة لكرة القدم 2012، 2014, 2015 ‏, 2016، بطولة أمم أوروبا تحت 17 سنة 2017، بطولة أمم أوروبا تحت 17 سنة 2018)               |

1 Bold indicates champions for that year. Italic indicates hosts for that year.

## الهدافون
- Qualifying round: قالب:GoalsPerMatch
- Elite round: قالب:GoalsPerMatch

8 goals
- كيريل سخيتينين

7 goals
- نوفل بانيس
- براين بروبي

6 goals
- إيساك بيرغمان يوهانسون

5 goals
- جيريمي دوكو
- Christos Tzolis
- Nicolò Cudrig
- سيباستيانو ايسبوسيتو
- Gerson
- تيم بريكا

4 goals
- Deniz Pehlivan
- Vojtěch Wojatschke
- Ákos Zuigeber
- أندري غودجونسن
- محمد التعبوني
- Ben Wylie
- Famana Quizera
- لويس مونتيانو
- كارل لاندستن
- إريك شورانوف
- هيورهي سوداكوف

3 goals
- François Xavier Engolo
- Franck Idumbo-Mazumbo
- أيدين يوسوبوفيتش
- Martin Petkov
- Jakov Anton Vasilj
- آدم هلوزيك
- Noah Crone
- عادل عوشيشي
- Liroy Gabay
- Franco Tongya
- سونتيي هانسن
- كي-جانا هوفر
- Fredrik Oppegård
- فيليب مارشوينيسكي
- يانيس ستويكا
- Egor Shapovalov
- Roman Čerepkai
- طوماش سوسلوف
- فانيا بانيتش
- Kepa Uriarte
- سيباستيان ناناسي

2 goals
- Benjamin Böckle
- يوسف ديمير
- برنهارد زيمرمان
- Aleksandr Shestyuk
- Chris Kalulika
- فاروق دوراكوفيتش
- Gabriel Groznica
- Antonín Svoboda
- Hektor Højberre-Thomsen
- سام غرينوود
- نوني مادويكي
- مورغان روجرز
- لوسيان آغومي
- تيو زيدان
- كريم أديمي
- Andri Fannar Baldursson
- دانييل ديان جوريتش
- ميكائيل إيغيل إليرتسون
- Davíð Snær Jóhannsson
- صوف فودغورانو  [لغات أخرى]‏
- Tal Torgeman
- نيكولاس بونفانتي
- Francesco Lamanna
- Jēkabs Lagūns
- Alessio Curci
- Behar Feta
- Azer Omeragikj
- جايدن براف
- جايميليو بيناس
- ديرك بروبر
- Darragh Burns
- هيرمان غيلميودن
- هوبيرت تورسكي
- Marcel Wędrychowski
- نيكولا زاليفسكي
- باولو برناردو
- Pedro Brazão
- Ronaldo Camara
- Daniel Rodrigues
- فابيو سيلفا
- Dmitri Kratkov
- Daniil Shamkin
- لويس فيوريني
- أندي وينتر
- دانيلو ميلادينوفيتش
- Adam Matoš
- بينجامين سيسكو
- Jordi Escobar
- Adrián Gómez
- Israel Salazar
- فابيان ريدر
- Muhammet Akpınar
- إدوارد كوباك
- فلاديسلاف فانات

1 goal
- Elmando Gjini
- ماريو ميتاي
- Joan Bellido Ines
- Pablo Romero Díaz
- Albert Rosas Ubach
- Matthias Braunöder
- Felix Köchl
- بول-فريدريش كولر
- Simon Nelson
- Manuel Polster
- ستيفان رادولوفيتش
- موسى قربانلي
- Ruslan Lisakovich
- Maksim Natynchik
- Aleksei Shalashnikov
- Kirill Zabelin
- أمين الدخيل
- Thibo Baeten
- أنور أيت الحاج
- Jeremy Landu
- عمر بيتشا
- Belmin Bobarič
- أندريا درليو
- نيمانيا يوفيتش
- سمير مويكانوفيتش
- سيرغي فينتونيي
- كراسيمير بانتشيف
- Stipe Biuk
- Luka Branšteter
- جوسكو جفارديول
- Jurica Jurčec
- لوكا سوتشيتش
- Konstantinos Georgallides
- Lukáš Hroník
- David Pech
- Václav Sejk
- Michal Ševčík
- Filip Šilhart
- فريدريك كارستنسن
- وحيد فاغير
- Jacob Haahr
- الكسندر ليند
- أرال سيمسير
- أوليفر سورينسن
- Mads Zaar
- جو جيلهاردت
- Erik Kruglov
- Aleksandr Šapovalov
- سامبو ألا
- Samuel Anini Jr.
- آدم مارهييف
- Eetu Rissanen
- هيثم حسن
- Yann Kembo
- تانغي نيانزو
- ناثانايل مبوكو
- أحمد تراوري
- Giorgi Abuashvili
- Tornike Morchiladze
- Jannis Lang
- لوكا نيتز
- مالك تيلمان
- Péter Baráth
- Benedek Kalmár
- غيورغي كومارومي
- Szabolcs Szalay
- Jón Gísli Eyland Gíslason
- Ethane Azoulay
- Shalev Harush
- Doron Leidner
- Michael Brentan
- Stefano Cester
- لورينزو موريتي
- Gaetano Oristanio
- Raffaele Spina
- Tenizbay Abdurakhmanov
- Adilkhan Dobay
- Milot Avdyli
- Oltion Bilalli
- Valon Zumberi
- Deniss Meļņiks
- يانيك ألارت
- Eimantas Abramavičius
- Yann Hoffmann
- Ivan Nikolov
- Karl Mohnani
- Matthia Veselji
- Daniel Danu
- Piotr Gherman
- فوك دابتشيفيتش
- أوغنين غاسيفيتش
- سليمان علوش
- إيان ماتسين
- Mohamed Sankoh
- ناسي أونوفار
- Dale Taylor
- Elias Hoff Melkersen
- Robin Bjørkås Skrogstad
- Mikkel Tveiten
- نيلس فالوتو
- Jan Biegański
- كاسبر كوزلوفسكي
- Jakub Niewiadomski
- Michał Rakoczy
- Gonçalo Batalha
- Filipe Cruz
- Bruno Tavares
- تياغو توماس
- رادو دراجوشين
- أليكسي بيتو
- Islam-Bek Gubzhokov
- Vadim Konyukhov
- Nikita Kotin
- Oleg Oznobikhin
- Andrey Savinov
- Thomas Dickson-Peters
- Ilija Babić
- Mihajlo Baic
- Uroš Blagojević
- Nikola Colic
- Mitar Ergelas
- Milan Kremenović
- Patrik Leitner
- Adrián Mojžiš
- Sebastián Nebyla
- مارتن سفيدرسكي
- Filip Szetei
- Martin Pečar
- Alejandro Blesa
- بابلو مورينو
- ميغيل رودريغيز
- بينات تورينتيس
- Germán Varela
- دينيس كولاندر
- Josip Brnic
- Yannick Cotter
- Gabriele De Donno
- Samuel Kasongo
- Nils Reichmuth
- Leonidas Stergiou
- Polat Abay
- علي أكمان
- Kemal Bayrak
- Ferhat Çoğalan
- Halil Ibrahim Sevinç
- Gülhan Üreyen
- Arsenii Batahov
- فيكتور بليزنيتشنكو
- فولوديمير براجكو
- دانيلو هونتشاروك
- دانيل سكوركو
- Bogdan V'Yunnik
- Bradley Gibbings
- Michael Sparkes
- Joshua Thomas

1 own goal
- بول-فريدريش كولر (against Italy)
- فلاديسلاف كالينين (against Portugal)
- Aljaž Džankić (against Denmark)
- Daniel Obbekjær (against Estonia)
- Tony Miettinen (against France)
- تيموتي بيمبيلي (against Poland)
- صموئيل يو (against Bosnia and Herzegovina)
- Jakub Niewiadomski (against France)
- Patrik Leitner (against France)
- Gabriele De Donno (against Switzerland)
- Elmedin Fazlic (against England)
- كوستيانتين فيفتشارينكو (against Iceland)
- David Robson (against Belarus)

Source: UEFA.com